# Canada op de Paralympische Zomerspelen 2020
Canada was een van de landen die deelnam aan de Paralympische Zomerspelen 2020 in Tokio, Japan.

## Medailleoverzicht
| Atletiek       | Nate Riech               | 1500 m, T38 (m)                     | Goud   |  |  |
| Atletiek       | Greg Stewart             | Kogelstoten, F46 (m)                | Goud   |  |  |
| Zwemmen        | Danielle Dorris          | 50 m vlinderslag, S7 (v)            | Goud   |  |  |
| Zwemmen        | Aurelie Rivard           | 100 m vrije slag, S10 (v)           | Goud   |  |  |
| Zwemmen        | Aurelie Rivard           | 400 m vrije slag, S10 (v)           | Goud   |  |  |
|                |                          |                                     |        |  |  |
| Atletiek       | Brent Lakatos            | 100 m, T53 (m)                      | Zilver |  |  |
| Atletiek       | Brent Lakatos            | 400 m, T53 (m)                      | Zilver |  |  |
| Atletiek       | Brent Lakatos            | 800 m, T53 (m)                      | Zilver |  |  |
| Atletiek       | Brent Lakatos            | 5000 m, T53 (m)                     | Zilver |  |  |
| Baanwielrennen | Tristen Chernove         | Individuele achtervolging, C1 (m)   | Zilver |  |  |
| Baanwielrennen | Kate Elizabeth O'Brien   | 500 m tijdrit, C4-5 (v)             | Zilver |  |  |
| Judo           | Priscilla Gagne          | -52 kg (v)                          | Zilver |  |  |
| Zwemmen        | Danielle Dorris          | 100 m rugslag, S7 (v)               | Zilver |  |  |
| Zwemmen        | Aurelie Rivard           | 100 m rugslag, S10 (v)              | Zilver |  |  |
| Zwemmen        | Nicolas Guy Turbide      | 100 m rugslag, S13 (m)              | Zilver |  |  |
|                |                          |                                     |        |  |  |
| Atletiek       | Zachary Gingras          | 400 m, T38 (m)                      | Brons  |  |  |
| Atletiek       | Marissa Papaconstantinou | 100 m, T64 (v)                      | Brons  |  |  |
| Baanwielrennen | Keely Shaw               | Individuele achtervolging, C4 (v)   | Brons  |  |  |
| Triatlon       | Stefan Daniel            | Individueel, PTS5 (m)               | Brons  |  |  |
| Zwemmen        | Aurelie Rivard           | 50 m vrije slag, S10 (v)            | Brons  |  |  |
| Zwemmen        | Team                     | 4 x 100 m vrije slag, 34 punten (v) | Brons  |  |  |

## Deelnemers en resultaten
(m) = mannen, (v) = vrouwen 

### Atletiek

#### Baanonderdelen
| Atleet                                                                 | Onderdeel                           | Series              | Series              | Finale              | Finale              |
| Atleet                                                                 | Onderdeel                           | Resultaat           | Rang                | Resultaat           | Rang                |
| ---------------------------------------------------------------------- | ----------------------------------- | ------------------- | ------------------- | ------------------- | ------------------- |
| Zachary Gingras                                                        | 400 m, T38 (m)                      | 0:51.81             | 3e                  | 0:50.85             | Brons               |
| Austin Ingram                                                          | 100 m, T13 (m)                      | 0:11.21             | 11e                 | Niet gekwalificeerd | Niet gekwalificeerd |
| Brent Lakatos                                                          | 100 m, T53 (m)                      | 0:14.49             | 2e                  | 0:14.55             | Zilver              |
| Brent Lakatos                                                          | 400 m, T53 (m)                      | 0:48.00             | 2e                  | 0:46.75             | Zilver              |
| Brent Lakatos                                                          | 800 m, T53 (m)                      | 1:42.29             | 3e                  | 1:36.32             | Zilver              |
| Brent Lakatos                                                          | 1500 m, T54 (m)                     | 3:03.72             | 15e                 | Niet gekwalificeerd | Niet gekwalificeerd |
| Brent Lakatos                                                          | 5000 m, T54 (m)                     | 10:15.15            | 4e                  | 10:30.19            | Zilver              |
| Brent Lakatos                                                          | Marathon, T54 (m)                   | Niet van toepassing | Niet van toepassing | 1:29:18             | 4e                  |
| Thomas Normandeau                                                      | 400 m, T47 (m)                      | 0:50.33             | 7e                  | 0:50.02             | 6e                  |
| Guillaume Ouellet                                                      | 5000 m, T13 (m)                     | Niet van toepassing | Niet van toepassing | 14:47.47            | 5e                  |
| Nate Riech                                                             | 1500 m, T38 (m)                     | Niet van toepassing | Niet van toepassing | 3:58.92             | Goud                |
| Austin Smeenk                                                          | 100 m, T34 (m)                      | Niet van toepassing | Niet van toepassing | 0:15.92             | 7e                  |
| Austin Smeenk                                                          | 800 m, T34 (m)                      | 1:46.99             | 5e                  | 1:47.58             | 5e                  |
| Liam Stanley                                                           | 1500 m, T38 (m)                     | Niet van toepassing | Niet van toepassing | 4:06.95             | 5e                  |
|                                                                        |                                     |                     |                     |                     |                     |
| Jessica Frotten                                                        | 400 m, T53 (v)                      | 0:59.98             | 8e                  | 1:01.16             | 8e                  |
| Jessica Frotten                                                        | 800 m, T53 (v)                      | 1:56.79             | 9e                  | Niet gekwalificeerd | Niet gekwalificeerd |
| Jessica Frotten                                                        | 1500 m, T54 (v)                     | 3:52.23             | 13e                 | Niet gekwalificeerd | Niet gekwalificeerd |
| Marissa Papaconstantinou                                               | 100 m, T64 (v)                      | 0:13.22             | 4e                  | 0:13.07             | Brons               |
| Marissa Papaconstantinou                                               | 200 m, T64 (v)                      | 0:27.22             | 5e                  | 0:27.08             | 5e                  |
|                                                                        |                                     |                     |                     |                     |                     |
| Jessica Frotten Zachary Gingras Austin Ingram Marissa Papaconstantinou | 4 x 100 m, universele estafette (g) | 0:49.38             | 8e                  | Niet gekwalificeerd | Niet gekwalificeerd |

#### Veldonderdelen
| Paralympiër            | Onderdeel             | Resultaat | Prestatie |
| ---------------------- | --------------------- | --------- | --------- |
| Greg Stewart           | Kogelstoten, F46 (m)  | Goud      | 16.75 PR  |
|                        |                       |           |           |
| Charlotte Bolton       | Kogelstoten, F41 (v)  | 6e        | 8.73      |
| Jennifer Brown         | Discuswerpen, F38 (v) | 8e        | 27.57     |
| Renee Danielle Foessel | Discuswerpen, F38 (v) | 4e        | 32.23     |
| Sarah Mickey           | Discuswerpen, F55 (v) | 6e        | 22.49     |
| Amy Watt               | Verspringen, T47 (v)  | 5e        | 5.28      |

### Baanwielrennen
| Atleet                 | Onderdeel                         | Heats               | Heats               | (Bronzen) Finale            | (Bronzen) Finale |
| Atleet                 | Onderdeel                         | Resultaat           | Rang                | Resultaat                   | Rang             |
| ---------------------- | --------------------------------- | ------------------- | ------------------- | --------------------------- | ---------------- |
| Tristen Chernove       | 1 km tijdrit, C1-3 (m)            | Niet van toepassing | Niet van toepassing | Niet gestart                | DNS              |
| Tristen Chernove       | Individuele achtervolging, C1 (m) | 3:40.591            | 2e                  | Ingehaald door tegenstander | Zilver           |
|                        |                                   |                     |                     |                             |                  |
| Kate Elizabeth O'Brien | 500 m tijdrit, C4-5 (v)           | Niet van toepassing | Niet van toepassing | 0:35.439                    | Zilver           |
| Keely Shaw             | Individuele achtervolging, C4 (v) | 3:49.032            | 3e                  | 3:48.342                    | Brons            |

### Badminton
| Paralympiër  | Onderdeel          | Groepsfase                   | Groepsfase                   | Groepsfase                   | Positie | Finalefase           | Finalefase           | Finalefase           | Plaats |
| Paralympiër  | Onderdeel          | Wedstrijd I                  | Wedstrijd II                 | Wedstrijd III                | Positie | Kwartfinale          | Halve finale         | (Troost)finale       | Plaats |
| Paralympiër  | Onderdeel          | Tegenstander Uitslag         | Tegenstander Uitslag         | Tegenstander Uitslag         | Positie | Tegenstander Uitslag | Tegenstander Uitslag | Tegenstander Uitslag | Plaats |
| ------------ | ------------------ | ---------------------------- | ---------------------------- | ---------------------------- | ------- | -------------------- | -------------------- | -------------------- | ------ |
| Olivia Meier | Enkelspel, SL4 (v) | AUS Caitlin Dransfield W 2-1 | NOR Helle Sofie Sagoey V 0-2 | THA Chanida Srinavakul V 1-2 | 3e      | Niet gekwalificeerd  | Niet gekwalificeerd  | Niet gekwalificeerd  | 9e     |

### Basketbal
| Paralympiër | Onderdeel | Resultaat | Prestatie |
| --- | --------- | --------- | --- |
| Patrick Anderson Vincent Dallaire Nik Goncin Deion Green Robert Hedges Colin Higgins Chad Jassman Lee Melymick Tyler Miller Blaise Mutware Garrett Ostepchuk Jonathan Vermette | Mannen    | 8e        | Groep A (4e) CAN-ESP: 41-78 TUR-CAN: 77-73 JPN-CAN: 62-56 CAN-KOR: 74-64 COL-CAN: 52-63 Kwartfinale GBR-CAN: 66-52 Plaats 7/8 GER-CAN: 68-56 |
| Sandrine Berube Kathleen Dandeneau Danielle Duplessis Melanie Hawtin Puisand Lai Rosalie Lalonde Tara Llanes Cindy Ouellet Tamara Steeves Elodie Tessier Arinn Young           | Vrouwen   | 5e        | Groep A (2e) GBR-CAN: 54-73 CAN-JPN: 61-35 GER-CAN: 59-57 CAN-AUS: 76-37 Kwartfinale CAN-USA: 48-63 Plaats 5/6 CAN-JPN: 68-49                |

### Boccia
| Paralympiër                                  | Onderdeel          | Groepsfase                       | Groepsfase                       | Groepsfase                    | Groepsfase           | Positie | Finalefase           | Finalefase           | Finalefase           | Plaats |
| Paralympiër                                  | Onderdeel          | Wedstrijd I                      | Wedstrijd II                     | Wedstrijd III                 | Wedstrijd IV         | Positie | Kwartfinale          | Halve finale         | (Troost)finale       | Plaats |
| Paralympiër                                  | Onderdeel          | Tegenstander Uitslag             | Tegenstander Uitslag             | Tegenstander Uitslag          | Tegenstander Uitslag | Positie | Tegenstander Uitslag | Tegenstander Uitslag | Tegenstander Uitslag | Plaats |
| -------------------------------------------- | ------------------ | -------------------------------- | -------------------------------- | ----------------------------- | -------------------- | ------- | -------------------- | -------------------- | -------------------- | ------ |
| Danik Allard                                 | Enkelspel, BC2 (g) | POR Cristina Goncalves V met 4-8 | JPN Hidetaka Sugimura V met 4-6  | RPC Diana Tsyplina W met 12-1 | Niet van toepassing  | 3e      | Niet gekwalificeerd  | Niet gekwalificeerd  | Niet gekwalificeerd  | 13e    |
| Iulian Ciobanu                               | Enkelspel, BC4 (g) | POR Carla Oliveira W met 3-3     | CHN Ximei Lin W met 6-4          | CHN Yuansen Zheng V met 2-8   | Niet van toepassing  | 2e      | Niet gekwalificeerd  | Niet gekwalificeerd  | Niet gekwalificeerd  | 9e     |
| Alison Levine                                | Enkelspel, BC4 (g) | SVK Martin Streharsky W met 4-3  | HKG Wai Yan Vivian Lau V met 2-3 | CRO Davor Komar V met 2-8     | Niet van toepassing  | 3e      | Niet gekwalificeerd  | Niet gekwalificeerd  | Niet gekwalificeerd  | 13e    |
| Iulian Ciobanu Marco Dispaltro Alison Levine | Paren, BC4 (g)     | BRA V met 3-4                    | POR W met 9-4                    | SVK V met 3-4                 | GBR V met 2-5        | 5e      | Niet gekwalificeerd  | Niet gekwalificeerd  | Niet gekwalificeerd  | 9e     |

### Boogschieten
| Paralympiër    | Onderdeel                      | Kwalificatie | Kwalificatie | 1e ronde             | 2e ronde                      | 3e ronde                      | Kwartfinale          | Halve finale         | (troost)Finale       | Rang |
| Paralympiër    | Onderdeel                      | Score        | Positie      | Tegenstander Uitslag | Tegenstander Uitslag          | Tegenstander Uitslag          | Tegenstander Uitslag | Tegenstander Uitslag | Tegenstander Uitslag | Rang |
| -------------- | ------------------------------ | ------------ | ------------ | -------------------- | ----------------------------- | ----------------------------- | -------------------- | -------------------- | -------------------- | ---- |
| Karen van Nest | Individueel, compound open (v) | 678          | 11e          | Niet van toepassing  | JPN Miho Nagano W met 138-130 | CHN Yueshan Lin V met 140-142 | Uitgeschakeld        | Uitgeschakeld        | Uitgeschakeld        | 9e   |

### Goalball
| Paralympiër                                                                                     | Onderdeel | Resultaat | Prestatie                                                        |
| ----------------------------------------------------------------------------------------------- | --------- | --------- | ---------------------------------------------------------------- |
| Brieann Tracy Kelly Baldock Whitney Bogart Amy Burk Meghan Mahon Emma Reinke Maryam Salehizadeh | Vrouwen   | 9e        | Groep A (5e) RPC-CAN: 1-5 CAN-ISR: 6-2 CAN-AUS: 3-4 CHN-CAN: 4-2 |

### Judo
| Paralympiër     | Onderdeel  | Resultaat | Prestatie |
| --------------- | ---------- | --------- | --- |
| Priscilla Gagne | -52 kg (v) | Zilver    | Kwartfinale: W van RPC Alesia Stepaniuk Halve finale: W van GER Ramona Brussig Finale: V van ALG Cherine Abdellaoui |

### Kanovaren
| Atleet            | Onderdeel                  | Heats     | Heats | Halve finale | Halve finale | A/B finale | A/B finale | Eindranking |
| Atleet            | Onderdeel                  | Resultaat | Rang  | Resultaat    | Rang         | Resultaat  | Rang       | Eindranking |
| ----------------- | -------------------------- | --------- | ----- | ------------ | ------------ | ---------- | ---------- | ----------- |
| Mathieu St Pierre | Eenpersoons Va'a, VL2 (m)  | 0:59.683  | 8e    | 0:56.025     | 5e QA        | 0:56.029   | 5e         | 5e          |
|                   |                            |           |       |              |              |            |            |             |
| Brianna Hennessy  | Eenpersoons kayak, KL1 (v) | 0:59.656  | 6e    | 1:01.464     | 6e QA        | 0:58.233   | 8e         | 8e          |
| Brianna Hennessy  | Eenpersoons Va'a, VL2 (v)  | 1:05.608  | 6e    | 1:06.316     | 5e QA        | 1:03.254   | 5e         | 5e          |
| Andrea Nelson     | Eenpersoons kayak, KL2 (v) | 0:58.999  | 7e    | 0:55.571     | 5e QA        | 0:56.637   | 8e         | 8e          |

### Paardensport
| Paralympiër                                        | Onderdeel                           | Resultaat | Prestatie |
| -------------------------------------------------- | ----------------------------------- | --------- | --------- |
| Lauren Barwick                                     | Dressuur, verplichte kür, graad III | 9e        | 70,000%   |
| Lauren Barwick                                     | Dressuur, vrije kür, graad III      | 6e        | 72,507%   |
| Winona Hartvikson                                  | Dressuur, verplichte kür, graad I   | 9e        | 69,893%   |
| Jody Schloss                                       | Dressuur, verplichte kür, graad I   | 11e       | 69,286%   |
| Roberta Sheffield                                  | Dressuur, verplichte kür, graad III | 12e       | 69,765%   |
|                                                    |                                     |           |           |
| Lauren Barwick Winona Hartvikson Roberta Sheffield | Dressuur, team, graad I-V           | 10e       | 211,699%  |

### Roeien
| Atleet                                                                        | Onderdeel                                 | Heats     | Heats | Herkansingen | Herkansingen | A/B finale | A/B finale | Eindranking |
| Atleet                                                                        | Onderdeel                                 | Resultaat | Rang  | Resultaat    | Rang         | Resultaat  | Rang       | Eindranking |
| ----------------------------------------------------------------------------- | ----------------------------------------- | --------- | ----- | ------------ | ------------ | ---------- | ---------- | ----------- |
| Jessye Brockway Jeremy Hall                                                   | Tweepersoons scull, PR1Mix2x (g)          | 9:43.91   | 11e   | 9:11.14      | 10e QB       | 9:53.64    | 6e         | 12e         |
| Kyle Fredrickson Bayleigh Hooper Victoria Nolan Andrew Todd Stuur Laura Court | Vierpersoons boot met stuur, PR3Mix4+ (g) | 7:43.84   | 8e    | 7:15.81      | 7e QB        | 7:43.03    | 2e         | 8e          |

### Rugby
| Paralympiër | Onderdeel    | Resultaat | Prestatie                                                                           |
| --- | ------------ | --------- | ----------------------------------------------------------------------------------- |
| Cody Caldwell Patrice Dagenais Byron Green Trevor Hirschfield Fabien Lavoie Anthony Letourneau Zak Madell Travis Murao Eric Rodrigues Patrice Simard Shaun Smith Michael Whitehead | Gemengd team | 6e        | Groep B (3e) GBR-CAN: 50-47 CAN-USA: 54-58 NZL-CAN: 36-51 Plaats 5/6 FRA-CAN: 49-57 |

### Schermen
| Paralympiër       | Onderdeel                           | Resultaat | Prestatie |
| ----------------- | ----------------------------------- | --------- | --- |
| Matthieu Hebert   | Floret individueel, categorie A (m) | 13e       | Groep A V van CHN Gang Sun met 0-5 V van UKR Andrii Demchuk met 1-5 V van POL Michal Nalewajek met 0-5 V van JPN Shintaro Kano met 3-5                                                                                           |
| Matthieu Hebert   | Sabel individueel, categorie A (m)  | 13e       | Groep A V van RPC Maxim Shaburov met 1-5 V van GRE Vasileios Ntounis met 0-5 V van HUN Richard Osvath met 0-5 V van JPN Shintaro Kano met 1-5                                                                                    |
| Pierre Mainville  | Degen individueel, categorie B (m)  | 11e       | Groep A V van GBR Dimitri Coutya met 1-5 V van UKR Anton Datsko met 1-5 V van JPN Michinobu Fujita met 2-5 V van RPC Alexander Kuzyukov met 1-5 V van IRQ Ammar Ali met 2-5 W van FRA Yohan Peter met 5-4                        |
| Pierre Mainville  | Sabel individueel, categorie B (m)  | 9e        | Groep B V van RPC Alexandr Kurzin met 2-5 V van HUN Istvan Tarjanyi met 4-5 W van BRA Vanderson Luis Chaves met 5-0 V van POL Grzegorz Pluta met 0-5 V van FRA Maxime Valet met 2-5 1/8e finale: V van FRA Maxime Valet met 9-15 |
| Ryan Rousell      | Degen individueel, categorie A (m)  | 13e       | Groep B V van CHN Jainquan Tian met 4-5 V van IRQ Zainulabdeen Al-Madhkhoori met 1-5 V van TUR Hakan Akkaya met 0-5 V van RPC Maxim Shaburov met 4-5 V van GER Maurice Schmidt met 2-5 V van ITA Emanuele Lambertini met 1-5     |
| Ryan Rousell      | Sabel individueel, categorie A (m)  | 13e       | Groep B V van GER Maurice Schmidt met 3-5 V van CHN Hao Li met 3-5 V van ITA Edoardo Giordan met 0-5 V van UKR Andrii Demchuk met 4-5                                                                                            |
|                   |                                     |           | |
| Ruth Sylvie Morel | Floret individueel, categorie A (v) | 13e       | Groep C V van RPC Evgeniya Sycheva met 2-5 V van CHN Jing Rong met 1-5 V van ITA Loredana Trigilia met 2-5 V van UKR Nataliia Morkvych met 1-5 W van BRA Carminha Oliveira met 5-3                                               |
| Ruth Sylvie Morel | Sabel individueel, categorie A (v)  | 13e       | Groep A V van RPC Evgeniya Sycheva met 3-5 V van CHN Haiyan Gu met 1-5 V van POL Kinga Drozdz met 0-5 V van GEO Nino Tibilashvili met 2-5                                                                                        |

### Schietsport
| Paralympiër   | Onderdeel                         | Resultaat | Resultaat | Prestatie           | Prestatie           |
| Paralympiër   | Onderdeel                         | Score     | Rang      | Score               | Rang                |
| ------------- | --------------------------------- | --------- | --------- | ------------------- | ------------------- |
| Doug Blessin  | 10 m luchtgeweer, staand SH2 (g)  | 615.4     | 28e       | Niet gekwalificeerd | Niet gekwalificeerd |
| Doug Blessin  | 10 m luchtgeweer, liggend SH2 (g) | 627.5     | 33e       | Niet gekwalificeerd | Niet gekwalificeerd |
| Doug Blessin  | 50 m geweer, liggend SH2 (g)      | 610.3     | 28e       | Niet gekwalificeerd | Niet gekwalificeerd |
| Lyne Tremblay | 10 m luchtgeweer, staand SH2 (g)  | 620.0     | 27e       | Niet gekwalificeerd | Niet gekwalificeerd |
| Lyne Tremblay | 10 m luchtgeweer, liggend SH2 (g) | 609.0     | 36e       | Niet gekwalificeerd | Niet gekwalificeerd |
| Lyne Tremblay | 50 m geweer, liggend SH2 (g)      | 586.8     | 29e       | Niet gekwalificeerd | Niet gekwalificeerd |

### Tennis
| Paralympiër | Onderdeel      | 1e ronde             | 2e ronde             | 3e ronde                            | Kwartfinale          | Halve finale         | (troost)Finale       | Rang |
| Paralympiër | Onderdeel      | Tegenstander Uitslag | Tegenstander Uitslag | Tegenstander Uitslag                | Tegenstander Uitslag | Tegenstander Uitslag | Tegenstander Uitslag | Rang |
| ----------- | -------------- | -------------------- | -------------------- | ----------------------------------- | -------------------- | -------------------- | -------------------- | ---- |
| Robert Shaw | Quad enkelspel | Niet van toepassing  | Niet van toepassing  | GBR Andy Lapthorne V 0-2 (4-6, 1-6) | Uitgeschakeld        | Uitgeschakeld        | Uitgeschakeld        | 9e   |

### Triatlon
| Paralympiër                          | Onderdeel             | Resultaat | Prestatie |
| ------------------------------------ | --------------------- | --------- | --------- |
| Stefan Daniel                        | Individueel, PTS5 (m) | Brons     | 0:59:22   |
|                                      |                       |           |           |
| Kamylle Frenette                     | Individueel, PTS5 (v) | 4e        | 1:10:09   |
| Jessica Tuomela Gids: Marianne Hogan | Individueel, PTVI (v) | 5e        | 1:12:53   |

### Volleybal
| Paralympiër | Onderdeel | Resultaat | Prestatie                                                                                            |
| --- | --------- | --------- | --- |
| Angelena Dolezar Danielle Ellis Anne Fergusson Julie Anne Kozun Jennifer Oakes Payden Faith Olsen Heidi Peters Amber Skyrpan Felicia Voss-Shafiq Jolan Wong Katelyn Wright | Vrouwen   | 4e        | Groep A BRA-CAN: 3-2 ITA-CAN: 1-3 CAN-JPN: 3-0 Halve finale CHN-CAN: 3-0 Bronzen finale BRA-CAN: 3-1 |

### Wegwielrennen
| Paralympiër            | Onderdeel              | Resultaat | Prestatie      |
| ---------------------- | ---------------------- | --------- | -------------- |
| Joey Desjardins        | Wegwedstrijd, H3 (m)   | 8e        | 2:48:04        |
| Joey Desjardins        | Tijdrit, H3 (m)        | 11e       | 46:13.88       |
| Alex Hyndmann          | Wegwedstrijd, H3 (m)   | 11e       | 3:00:50        |
| Alex Hyndmann          | Tijdrit, H3 (m)        | 16e       | 51:35.43       |
| Charles Moreau         | Wegwedstrijd, H3 (m)   | 10e       | 2:59:47        |
| Charles Moreau         | Tijdrit, H3 (m)        | 12e       | 47:00.95       |
| Ross Wilson            | Wegwedstrijd, C1-3 (m) | DNF       | Niet gefinisht |
| Ross Wilson            | Tijdrit, C1 (m)        | 7e        | 27:57.31       |
|                        |                        |           |                |
| Marie-Eve Croteau      | Wegwedstrijd, T1-2 (v) | DNF       | Niet gefinisht |
| Marie-Eve Croteau      | Tijdrit, T1-2 (v)      | 6e        | 39:45.55       |
| Shelley Gautier        | Wegwedstrijd, T1-2 (v) | 5e        | 1:24:48        |
| Shelley Gautier        | Tijdrit, T1-2 (v)      | 8e        | 41:07.32       |
| Kate Elizabeth O'Brien | Tijdrit, C4 (v)        | DNF       | Niet gefinisht |
| Keely Shaw             | Wegwedstrijd, C4-5 (v) | 13e       | + 1 ronde      |
| Keely Shaw             | Tijdrit, C4 (v)        | 4e        | 42:11.09       |

### Zwemmen
| Atleet                                                     | Onderdeel                              | Series              | Series              | Finale              | Finale              |
| Atleet                                                     | Onderdeel                              | Resultaat           | Rang                | Resultaat           | Rang                |
| ---------------------------------------------------------- | -------------------------------------- | ------------------- | ------------------- | ------------------- | ------------------- |
| Nicholas Bennett                                           | 200 m vrije slag, S14 (m)              | 1:58.49             | 8e                  | 1:56.52             | 6e                  |
| Nicholas Bennett                                           | 100 m schoolslag, SB14 (m)             | 1:06.73             | 4e                  | 1:06.94             | 5e                  |
| Nicholas Bennett                                           | 100 m vlinderslag, S14 (m)             | 0:58.38             | 9e                  | Niet gekwalificeerd | Niet gekwalificeerd |
| Nicholas Bennett                                           | 200 m individuele wisselslag, SM14 (m) | 2:13.94             | 4e                  | 2:12.21             | 7e                  |
| Matthew Cabraja                                            | 50 m vrije slag, S11 (m)               | 0:28.13             | 9e                  | Niet gekwalificeerd | Niet gekwalificeerd |
| Matthew Cabraja                                            | 400 m vrije slag, S11 (m)              | 4:56.42             | 6e                  | 4:57.63             | 7e                  |
| Matthew Cabraja                                            | 100 m rugslag, S11 (m)                 | 1:13.98             | 9e                  | Niet gekwalificeerd | Niet gekwalificeerd |
| Matthew Cabraja                                            | 100 m vlinderslag, S11 (m)             | 1:06.60             | 5e                  | 1:05.97             | 5e                  |
| Alec Elliott                                               | 50 m vrije slag, S10 (m)               | 0:25.22             | 9e                  | Niet gekwalificeerd | Niet gekwalificeerd |
| Alec Elliott                                               | 400 m vrije slag, S10 (m)              | 4:14.65             | 2e                  | 4:10.29             | 5e                  |
| Alec Elliott                                               | 100 m vlinderslag, S10 (m)             | 0:58.59             | 5e                  | 0:58.44             | 5e                  |
| Alec Elliott                                               | 200 m individuele wisselslag, SM10 (m) | 2:18.01             | 5e                  | 2:15.26             | 5e                  |
| James Leroux                                               | 100 m schoolslag, SB9 (m)              | Niet van toepassing | Niet van toepassing | 1:11.49             | 6e                  |
| Nicolas Guy Turbide                                        | 50 m vrije slag, S13 (m)               | 0:24.54             | 8e                  | 0:24.59             | 8e                  |
| Nicolas Guy Turbide                                        | 100 m rugslag, S13 (m)                 | 1:01.08             | 3e                  | 0:59.70             | Zilver              |
| Zach Zona                                                  | 400 m vrije slag, S8 (m)               | 4:49.09             | 9e                  | Niet gekwalificeerd | Niet gekwalificeerd |
|                                                            |                                        |                     |                     |                     |                     |
| Camille Berube                                             | 100 m vrije slag, S7 (v)               | 1:19.64             | 12e                 | Niet gekwalificeerd | Niet gekwalificeerd |
| Camille Berube                                             | 100 m rugslag, S7 (v)                  | Niet van toepassing | Niet van toepassing | 1:25.04             | 5e                  |
| Camille Berube                                             | 100 m schoolslag, SB6 (v)              | 1:42.80             | 8e                  | 1:44.07             | 8e                  |
| Camille Berube                                             | 50 m vlinderslag, S7 (v)               | 0:42.35             | 10e                 | Niet gekwalificeerd | Niet gekwalificeerd |
| Camille Berube                                             | 200 m individuele wisselslag, SM7 (v)  | 3:06.64             | 3e                  | 3:03.91             | 5e                  |
| Morgan Bird                                                | 50 m vrije slag, S8 (v)                | 0:33.20             | 8e                  | 0:32.16             | 6e                  |
| Morgan Bird                                                | 100 m vlinderslag, S8 (v)              | Niet van toepassing | Niet van toepassing | 1:28.05             | 7e                  |
| Tammy Cunnington                                           | 50 m rugslag, S4 (v)                   | 1:09.89             | 13e                 | Niet gekwalificeerd | Niet gekwalificeerd |
| Tammy Cunnington                                           | 50 m schoolslag, SB3 (v)               | 1:17.94             | 13e                 | Niet gekwalificeerd | Niet gekwalificeerd |
| Tammy Cunnington                                           | 150 m individuele wisselslag, SM4 (v)  | 3:41.06             | 13e                 | Niet gekwalificeerd | Niet gekwalificeerd |
| Danielle Dorris                                            | 100 m rugslag, S7 (v)                  | Niet van toepassing | Niet van toepassing | 1:21.91             | Zilver              |
| Danielle Dorris                                            | 50 m vlinderslag, S7 (v)               | 0:33.51             | 1e                  | 0:32.99 WR PR       | Goud                |
| Danielle Dorris                                            | 200 m individuele wisselslag, SM7 (v)  | 3:07.53             | 4e                  | 3:03.16             | 4e                  |
| Sabrina Duchesne                                           | 100 m vrije slag, S7 (v)               | 1:14.95             | 8e                  | 1:14.55             | 8e                  |
| Sabrina Duchesne                                           | 400 m vrije slag, S7 (v)               | Niet van toepassing | Niet van toepassing | 5:20.59             | 5e                  |
| Nikita Ens                                                 | 100 m vrije slag, S3 (v)               | 2:32.26             | 9e                  | Niet gekwalificeerd | Niet gekwalificeerd |
| Nikita Ens                                                 | 50 m rugslag, S3 (v)                   | 1:10.82             | 9e                  | Niet gekwalificeerd | Niet gekwalificeerd |
| Nikita Ens                                                 | 150 m individuele wisselslag, SM4 (v)  | 4:34.01             | 17e                 | Niet gekwalificeerd | Niet gekwalificeerd |
| Danielle Kisser                                            | 100 m schoolslag, SB6 (v)              | 1:49.04             | 10e                 | Niet gekwalificeerd | Niet gekwalificeerd |
| Angela Marina                                              | 200 m vrije slag, S14 (v)              | 2:16.19             | 6e                  | 2:15.43             | 6e                  |
| Angela Marina                                              | 100 m rugslag, S14 (v)                 | 1:14.82             | 10e                 | Niet gekwalificeerd | Niet gekwalificeerd |
| Angela Marina                                              | 100 m schoolslag, SB14 (v)             | 1:27.61             | 13e                 | Niet gekwalificeerd | Niet gekwalificeerd |
| Angela Marina                                              | 100 m vlinderslag, S14 (v)             | 1:12.00             | 11e                 | Niet gekwalificeerd | Niet gekwalificeerd |
| Angela Marina                                              | 200 m individuele wisselslag, SM14 (v) | 2:38.97             | 12e                 | Niet gekwalificeerd | Niet gekwalificeerd |
| Shelby Newkirk                                             | 50 m vrije slag, S6 (v)                | 0:35.50             | 9e                  | Niet gekwalificeerd | Niet gekwalificeerd |
| Shelby Newkirk                                             | 100 m vrije slag, S7 (v)               | 1:19.06             | 11e                 | Niet gekwalificeerd | Niet gekwalificeerd |
| Shelby Newkirk                                             | 100 m rugslag, S6 (v)                  | 1:22.83             | 3e                  | 1:21.79             | 4e                  |
| Aurelie Rivard                                             | 50 m vrije slag, S10 (v)               | 0:27.74             | 2e                  | 0:28.11             | Brons               |
| Aurelie Rivard                                             | 100 m vrije slag, S10 (v)              | 0:58.60             | 1e                  | 0:58.14 WR PR       | Goud                |
| Aurelie Rivard                                             | 400 m vrije slag, S10 (v)              | Niet van toepassing | Niet van toepassing | 4:24.08 WR PR       | Goud                |
| Aurelie Rivard                                             | 100 m rugslag, S10 (v)                 | 1:11.11             | 5e                  | 1:08.94             | Zilver              |
| Aurelie Rivard                                             | 200 m individuele wisselslag, SM10 (v) | 2:34.52             | 5e                  | 2:28.73             | 4e                  |
| Katarina Roxon                                             | 100 m vrije slag, S9 (v)               | 1:08.24             | 17e                 | Niet gekwalificeerd | Niet gekwalificeerd |
| Katarina Roxon                                             | 100 m schoolslag, SB8 (v)              | 1:26.62             | 4e                  | 1:25.73             | 4e                  |
| Katarina Roxon                                             | 200 m individuele wisselslag, SM9 (v)  | 2:47.09             | 10e                 | Niet gekwalificeerd | Niet gekwalificeerd |
| Abi Tripp                                                  | 100 m schoolslag, SB7 (v)              | Gediskwalificeerd   | DSQ                 | Niet gekwalificeerd | Niet gekwalificeerd |
| Aly van Wyck-Smart                                         | 100 m vrije slag, S3 (v)               | 2:49.59             | 14e                 | Niet gekwalificeerd | Niet gekwalificeerd |
| Aly van Wyck-Smart                                         | 50 m rugslag, S3 (v)                   | 1:23.30             | 12e                 | Niet gekwalificeerd | Niet gekwalificeerd |
| Morgan Bird Sabrina Duchesne Aurelie Rivard Katarina Roxon | 4 x 100 m vrije slag, 34 punten (v)    | Niet van toepassing | Niet van toepassing | 4:30.40             | Brons               |
| Morgan Bird Danielle Kisser Katarina Roxon Abi Tripp       | 4 x 100 m wisselslag, 34 punten (v)    | Niet van toepassing | Niet van toepassing | Gediskwalificeerd   | DSQ                 |

Afghanistan · 
Algerije · 
Amerikaanse Maagdeneilanden · 
Angola · 
Argentinië · 
Armenië · 
Aruba · 
Australië · 
Azerbeidzjan · 
Bahrein · 
Barbados · 
Belarus · 
België · 
Benin · 
Bermuda · 
Bosnië en Herzegovina · 
Botswana · 
Brazilië · 
Bulgarije · 
Burkina Faso · 
Burundi · 
Cambodja · 
Canada · 
Centraal-Afrikaanse Republiek · 
Chili · 
China · 
Chinees Taipei · 
Colombia · 
Congo-Brazzaville · 
Congo-Kinshasa · 
Costa Rica · 
Cuba · 
Cyprus · 
Denemarken · 
Dominicaanse Republiek · 
Duitsland · 
Ecuador · 
Egypte · 
El Salvador · 
Estland · 
Ethiopië · 
Faeröer · 
Fiji · 
Filipijnen · 
Finland · 
Frankrijk · 
Gabon · 
Gambia · 
Georgië · 
Ghana · 
Griekenland · 
Groot-Brittannië · 
Guatemala · 
Guinee · 
Guinee‑Bissau · 
Haïti · 
Honduras · 
Hongarije · 
Hongkong · 
Ierland · 
IJsland · 
India · 
Indonesië · 
Irak · 
Iran · 
Israël · 
Italië · 
Ivoorkust · 
Jamaica · 
Japan · 
Jordanië · 
Kaapverdië · 
Kameroen · 
Kazachstan · 
Kenia · 
Kirgizië · 
Koeweit · 
Kroatië · 
Laos · 
Lesotho · 
Letland · 
Libanon · 
Liberia · 
Libië · 
Litouwen · 
Luxemburg · 
Madagaskar · 
Maleisië · 
Mali · 
Malta · 
Marokko · 
Mauritius · 
Mexico · 
Moldavië · 
Mongolië · 
Montenegro · 
Mozambique · 
Namibië · 
Nederland · 
Nepal · 
Nicaragua · 
Nieuw-Zeeland · 
Niger · 
Nigeria · 
Noord-Macedonië · 
Noorwegen · 
Oeganda · 
Oekraïne · 
Oezbekistan · 
Oman · 
Oostenrijk · 
Pakistan · 
Palestina · 
Panama · 
Papoea-Nieuw-Guinea · 
Peru · 
Polen · 
Portugal · 
Puerto Rico · 
Qatar · 
Roemenië · 
Russisch Paralympisch Comité ·
Rwanda · 
Saint Vincent en Grenadines · 
Samoa · 
Saoedi-Arabië · 
Sao Tomé en Principe · 
Senegal · 
Servië · 
Seychellen · 
Sierra Leone · 
Singapore · 
Slovenië · 
Slowakije · 
Somalië · 
Spanje · 
Sri Lanka · 
Syrië · 
Tadzjikistan · 
Tanzania · 
Thailand · 
Togo · 
Tonga · 
Trinidad en Tobago · 
Tsjechië · 
Tunesië · 
Turkije · 
Turkmenistan · 
Uruguay · 
Venezuela · 
Verenigde Arabische Emiraten · 
Verenigde Staten · 
Vietnam · 
Zimbabwe · 
Zuid-Afrika · 
Zuid-Korea · 
Zweden · 
Zwitserland
Paralympisch Vluchtelingen Team